# Капилавасту
Капилавасту (пали: Kapilavatthu; хинди कपिलवस्तु, урду کپیلوتتھ‎) — столица царства шакьев, о которой рассказывается в житийной литературе, посвящённой Сиддхартхе Гаутаме (принцу царства шакьев, будущему Будде). Считается, что Сиддхартха Гаутама провёл здесь первые 29 лет своей жизни. Местонахождение Капилавасту точно не установлено. 

## История поисков
Поиск родины Будды, упоминаемой Сюаньцзаном и Фасянем, активно развернулся в конце XIX века. 
Археологическое управление Индии идентифицирует Капилавасту с находками около деревни Пипрахава к северу от Бирдпура в районе Сиддхартхнагар, Уттар-Прадеш, Индия. Здесь во время раскопок с 1975 по 1979 год были обнаружены ступа, остатки стен, колодцев и монастырских зданий, датируемых периодом от времени жизни Будды до первых веков нашей эры. Сад Лумбини на территории Непала, где родился Будда Шакьямуни, находится в 16 км от Пипрахавы, а граница с Непалом — в 1,5 км. 
Правительство Непала идентифицирует Капилавасту с деревней Тилауракот в районе Капилвасту на непальской территории (27 км от Лумбини). Этот объект содержит археологические остатки городской стены и рва, а также жилого комплекса. В 1996 году правительство Непала обратились в ЮНЕСКО с целью придания этому объекту статуса Всемирного наследия под названием Капилавасту. На 2010 год статус не присвоен.